# Твоё имя
«Твоё имя» (яп. 君の名は。 Кими но на ва.) — полнометражный аниме-фильм Макото Синкая. Анимацией занималась студия CoMix Wave Films, дистрибьютором фильма выступила компания Toho. Над дизайном персонажей работал Масаёси Танака, а композитором является Ёдзиро Нода (группа RADWIMPS). Премьера состоялась на Anime Expo 2016 в Лос-Анджелесе (Калифорния) 3 июля 2016 года, премьера в Японии была 26 августа 2016. Роман-новелизация, также написанный Синкаем, был выпущен 18 июня 2016 года. На Anime Expo 2016 было объявлено, что фильм был лицензирован американской компанией Funimation. Аниме вошло в десятку лучших фильмов 2016 года по версии BBC, а «Мир фантастики» назвал его лучшим аниме-фильмом десятилетия.

## Сюжет
Начинается фильм ознакомлением с главными персонажами — Таки Татибаной и Мицухой Миямидзу; проснувшись, они ощущают чувство потери чего-то важного для них. Далее фильм начинает повествование о жизни Мицухи, старшеклассницы, живущей в сельской местности провинции Хида. Она просыпается со странным ощущением, а в школе друзья сообщают ей, что накануне девушка вела себя крайне странно. Однако Мицуха не может ничего вспомнить. По возвращении домой, являясь мико храма Миямидзу, она с сестрой участвует в ритуале приготовления кутикамисакэ (яп. 口噛み酒, вид древнего сакэ, изготавливаемый путём пережёвывания риса). После окончания ритуала Мицуха срывается и кричит о ненависти к своему родному городу и своей жизни, мечтая хотя бы после перерождения родиться красивым парнем, живущим в Токио. На следующее утро Мицуха просыпается в теле старшеклассника Таки Татибаны, живущего в центре Токио, не зная, как и почему это произошло.
Вскоре Таки и Мицуха понимают, что они оба переселяются в тела друг друга во время сна, но причина этого остается для них загадкой. Спустя время они начинают считать жизнь в чужом теле весёлой и интересной, устанавливая правила поведения и договариваясь не вмешиваться в личную жизнь, оставляя записки и заметки о днях, проведенных в телах друг друга. Но, несмотря на договорённость, Мицуха помогает Таки стать ближе с его коллегой Мики Окудэрой, и в конце концов от его имени назначает ей свидание. Во время свидания Мики замечает, что характер Таки очень изменился за последнее время и причиной этому является, скорее всего, девушка, которую он любит по-настоящему. Видя, что сердце парня ей не принадлежит, она возвращается домой, оставляя Таки наедине со своими мыслями. После размышлений Таки пытается связаться с Мицухой по телефону, но оказывается, что её номера не существует, а переселения душ по какой-то причине прекратились. После долгих раздумий он понимает, что Мицуха занимает особое место в его жизни и решает поговорить с ней лично, отправившись в её родной город.
Не зная ни названия города, ни его точного расположения, он полагается исключительно на свои эскизы, которые рисовал по воспоминаниям тех пейзажей, и пытается найти туда дорогу. В компании своих друзей, Цукасы Фудзи и Мики Окудэры, он путешествует по другим частям Японии, тщетно пытаясь отыскать этот городок. И однажды в придорожном ресторанчике города Хида официантка узнает пейзаж на рисунке. Владелец ресторанчика, уроженец того самого городка, отвозит их к гигантскому ударному кратеру и рассказывает, что три года назад на этом самом месте комета разрушила город под названием Итомори, убив одну треть населения. Таки просматривает список имен людей, погибших от катастрофы, и находит имя Мицухи и обоих её друзей — Кацухико Тэсигавары и Саяки Натори.
Уже не понимая, что есть реальность, а что — нет, он пытается найти любую информацию о происшествии в стремлении разобраться в происходящем. Все записи Мицухи в его телефоне таинственным образом исчезли, и последней призрачной надеждой Таки остается лишь подземный храм в горах из его воспоминаний, в который бабушка Мицухи водила сестёр, чтобы преподнести кутикамисакэ в дар богам. С помощью владельца ресторанчика, парню удается найти туда путь. Поняв, что временные рамки его и Мицухи ранее были синхронизированы, он просит помощи у бога храма по имени Мусуби (яп. 結び, букв. «связывать») и выпивает сакэ, сделанное Мицухой, в надежде восстановить связь с её телом перед ударом обломка кометы. Снова оказавшись в теле девушки, Таки рассказывает друзьям о катастрофе и заручается их помощью в попытке эвакуировать город. Сам же он отправляется в храм, чтобы найти Мицуху.
Её дух пробуждается в теле Таки, и она направляется к вершине горы, куда следует и Таки в теле Мицухи, однако они могут лишь чувствовать друг друга. Но лишь в тот короткий миг, когда солнце садится и наступает катаварэ-доки (яп. 片割れ時, букв. «сумерки»), они возвращаются в свои тела и теперь, стоя там, способны видеть друг друга. Несмотря на радость встречи, Таки предупреждает Мицуху о скорой катастрофе и говорит, что нужно убедить её отца эвакуировать население. Также они решают написать свои имена на руках, чтобы не забыть друг о друге и об их обмене телами. Но прежде, чем они успевают закончить, их воссоединение обрывается, солнце полностью садится, и они возвращаются каждый в своё время. Несмотря на то, что герои отчаянно пытаются вспомнить имена друг друга, у них ничего не выходит.
После падения кометы прошло восемь долгих лет. И хотя город Итомори разрушен, большинству его жителей удалось спастись благодаря «учениям гражданской обороны», проводившимся в городке (по официальной версии властей). И вот однажды Мицуха, теперь живущая в огромном Токио, встречает где-то на лестнице Таки, которого продолжают терзать неясные образы прошлого. Однако нити судьбы и времени продолжают крепко связывать парня и девушку, и героям хватает одного мимолетного взгляда, чтобы задать друг другу единственный вопрос: «Как твое имя?».

## Персонажи
Мицуха Миямидзу (яп. 宮水 三葉 Миямидзу Мицуха) — старшеклассница-мико из провинциального городка Итомори, затерянного в горах. Очень стойкий и решительный человек. Её отец — местный мэр, который покинул храм и семью после смерти жены, так что живёт она с младшей сестрой, учащейся в начальной школе, и бабушкой. Устав от провинции, девушка грезит жить в Токио.
Сэйю: Монэ Камисираиси
Таки Татибана (яп. 立花 瀧 Татибана Таки) — старшеклассник, живущий в центре Токио. В свободное время общается с друзьями и работает на полставки в итальянском ресторанчике, чтобы обеспечивать свою жизнь. Интересуется архитектурой и прочими изящными искусствами. Изнуренный темпом большого города, Таки мечтает о беззаботной жизни где-нибудь в горах.
Сэйю: Рюносукэ Камики
Мики Окудэра (яп. 奥寺ミキ Окудэра Мики) — студентка университета, работает в том же ресторане, что и Таки.
Сэйю: Масами Нагасава
Ёцуха Миямидзу (яп. 宮水四葉 Миямидзу Ёцуха) — младшая сестра Мицухи.
Сэйю: Канон Тани
Хитоха Миямидзу (яп. 宮水一葉 Миямидзу Хитоха) — глава семьи и храма, бабушка Мицухи и Ёцухи.
Сэйю: Эцухо Итихара
Кацухико Тэсигавара (яп. 勅使河原克彦 Тэсигавара Кацухико) — друг Мицухи, является экспертом в технике и разных механизмах.
Сэйю: Рё Нарита
Саяка Натори (яп. 名取早耶香 Натори Саяка) — подруга Мицухи, состоит в клубе радиолюбителей.
Сэйю: Аой Юки
Цукаса Фудзи (яп. 藤井司 Фудзи Цукаса) и Синта Такаги (яп. 高木真太 Такаги Синта) — школьные друзья Таки.
Сэйю: Нобунага Симадзаки и Кайто Исикава
Тосики Миямидзу (яп. 宮水俊樹 Миямидзу Тосики) — отец Мицухи и Ёцухи, мэр города Итомори.
Сэйю: Масаки Тэрасома
Юкари Юкино (яп. 雪野百香里 Юкино Юкари) — учитель японской литературы Мицухи, Кацухико и Саяки. Также — главная героиня фильма «Сад изящных слов».
Сэйю: Кана Ханадзава

## Музыка
Для фильма RADWIMPS сочинили более 22 треков, а также тематические песни:
- «Zenzenzense» (яп. 前前前世),
- «Sparkle» (яп. スパークル),
- «Yume Tourou» (яп. 夢灯籠),
- «Nandemonaiya» (яп. なんでもないや)[8].

## Прокат
Фильм имел большой коммерческий успех, особенно в Японии. К 17 декабря фильм собрал в мировом прокате 275 899 756 $, возглавив тем самым список самых кассовых аниме-фильмов и обогнав в нём мультфильм «Унесённые призраками» (2001). Итоговые сборы фильма составили $358 млн. Уступил лидерство по сборам вышедшему в 2020 году фильму «Истребитель демонов: Поезд „Бесконечный“» (яп. 劇場版 鬼滅の刃 無限列車編 Гэкидзё:бан Кимэцу но Яйба Мугэн Рэсся-хэн). Лицензию на «Твоё имя» в России, Беларуси, Казахстане и Украине приобрела компания «Истари комикс», премьера состоялась 7 сентября 2017 года.

## Награды и номинации
- 2016 — участие в конкурсной программе Лондонского кинофестиваля.
- 2016 — приз Каталонского кинофестиваля в Сиджесе за лучший анимационный фильм.
- 2017 — три премии Японской киноакадемии: лучший сценарий (Макото Синкай), лучшая музыка (RADWIMPS), самый популярный фильм. Кроме того, лента получила две номинации: лучший анимационный фильм, лучший режиссёр (Макото Синкай).
- 2017 — специальная премия «Голубая лента».
- 2017 — премия «Майнити» за лучший анимационный фильм.
- 2017 — три премии Seiyu Awards: лучший актёр (Рюносукэ Камики), лучшая актриса (Монэ Камисирайси), лучшая совместная работа.
- 2017 — две номинации на премию «Энни» за лучший независимый анимационный фильм и за лучшую режиссуру полнометражного анимационного фильма (Макото Синкай).
- 2017 — номинация на Азиатскую кинопремию за лучший сценарий (Макото Синкай).
- 2017 — номинация на премию Австралийской киноакадемии за лучший азиатский фильм.
- 2017 — номинация на премию «Спутник» за лучший анимационный фильм.
- 2018 — номинация на премию «Сатурн» за лучший анимационный фильм.

## Американский фильм
27 сентября 2017 года Дж. Дж. Абрамс и сценарист Эрик Хайссерер объявили, что они будут работать над американской адаптацией «Твоего имени». Дистрибьютором выступит компания Paramount Pictures, производством займётся Bad Robot Productions. Съёмкой фильма должен был заняться Марк Уэбб, однако в сентябре 2020 года обязанности режиссёра и сценариста взял на себя Ли Айзек Чун. В 2021 году он объявил об уходе из проекта. По словам Чуна, «…я не осознавал, насколько сложно адаптировать японский анимационный фильм и попытаться снять его для Америки. Именно эту цель поставила перед нами Toho. Но это действительно трудно сделать». Во время пандемии режиссёр работал над сценарием много месяцев и пришёл к выводу, что написанный им материал выпустить на экран нереально. В 2022 году его заменил Карлос Лопес Эстрада.

## Пояснения
1. ↑  Катаварэ-доки (яп. 片割れ時), использованное Таки и Мицухой, — изменённое «каватарэ-доки» (яп. 彼は誰時), старое японское слово, означающее рассвет или сумерки. «Каватарэ» (яп. 彼は誰 карэ ва дарэ, букв.«кто он?») созвучно со словом «катаварэ» (яп. 片割れ), означающим осколок, фрагмент, одного из пары или соучастника.